# Thé post-fermenté
Un thé post-fermenté est un thé ayant subi une période de vieillissement en milieu chaud et humide de durée variable. Lorsque cette dernière est courte on parle de thé jaune, tandis que lorsqu'elle est plus longue, allant de quelques mois à plusieurs années, on parlera de thé sombre.
Le thé fermenté peut avoir subi une oxydation préalable à la fermentation et aura donc pour base un thé noir, Oolong ou blanc. Puis sous l'influence de moisissures, de levures et de bactéries, il subit une fermentation, en milieu chaud et humide.  Il peut alors être vieilli plusieurs années, ce qui changera radicalement son goût, passant de l'astringence et de l'amertume à des saveurs plus onctueuses et terreuses.

## Types de thés

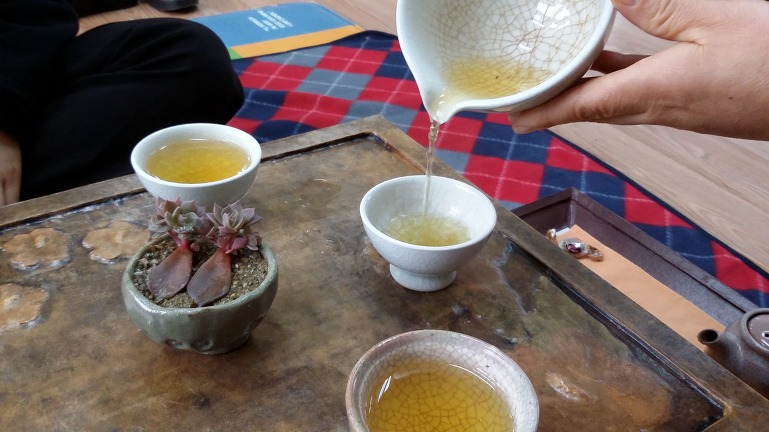
Thé jaune Hwangcha servi en Corée du sud.

Les thés post-fermentés se répartissent en fonction de leur niveau de fermentation allant du thé jaune, peu fermenté, au thé sombre, longuement fermenté. On trouve souvent ces derniers sous forme compressée, en forme de briques, disques, bols, champignons, mais on peut aussi en trouver en vrac.
Les thés jaunes sont produits en quantités très limitées, en très peu d'endroits. Ce sont des crus réputés et très recherchés, revendiquant une histoire très ancienne et prestigieuse.
- Le Huo Shan Huang Ya 霍珊黃雅, « Bourgeon jaune de Huoshan », provenant du mont Huo à l'ouest de l'Anhui. Le thé de cette région est célèbre depuis l'époque des Tang, il fait partie des thés du tribut donnés à la famille impériale. Les empereurs Song y créent des jardins de thé. Le climat est propice à la bonne végétation des théiers. La cueillette prélève le bourgeon et une ou deux feuilles de la ramille. C'est un thé prisé et rare[1],[2].
- Le Mengding Huangya 蒙顶黄芽, « Bourgeon jaune des Sommets brumeux », les monts Mengding au nord-ouest de la province du Sichuan. Ce thé remonterait aux Tang et constitue un thé du tribut impérial jusqu'à la fin de l'Empire chinois. Il est fabriqué en principe exclusivement à partir des bourgeons du début du printemps, cueillis sur des théiers de la variété Mengdingshan Qunti. C'est un thé extrêmement réputé, qu'il est très difficile de se procurer[3],[4].
- Le Jun Shan Yin Zhen 君山银针, « Aiguilles d'argent du mont de l'Empereur », est récolté dans la province du Hunan, sur la petite île de Jun Shan située au milieu du lac Dongting. Constitué de bourgeons, c'est un thé très réputé, produit en quantités très limitées et cher. Une partie de son renom vient du fait que, lors de l'infusion, les bourgeons commencent à flotter à la surface avant de redescendre, puis de remonter et de redescendre, trois fois de suite[5].

Les thés sombres proviennent le plus souvent des provinces de Sichuan, Yunnan ou Hubei. Les Chinois appellent littéralement « thé noir » un thé sombre post-fermenté, tandis qu'ils dénomment « thé rouge » ce qu'un Occidental appelle thé noir,,.
- thé Pu-erh du Yunnan (雲南普洱茶, yúnnán pǔ'ěr chá)
- thé Liu'an de l'Anhui (安徽六安籃茶, ānhùi lìu'ān lán chá)
- thé noir du Hunan (zh) (湖南黑茶, húnán hēi chá)
- thé Liubao du Guangxi (廣西六堡茶, guǎnxī lìubǎo chá)
- thé Laobian du Hubei (湖北佬扁茶, húběi lǎobiǎn chá)
- thé Bian (zh) du Sichuan (四川邊茶, sìchuān biān chá)
- thé tibétain du Tibet (藏茶, zang chá)